# プドゥコーッタイ県
プドゥコーッタイ県（புதுக்கோட்டை ; Pudukkottai）は、インド南部のタミル・ナードゥ州に属する30の県の一つ。プドゥハイ（புதுகை）という略称も用いられる。県庁所在地はプドゥコーッタイ。

## 概要
2001年の国勢調査では、面積4651平方キロメートル、人口145万9601人、人口密度は314人/km2。
北と西はティルチラーパッリ県、東はタンジャーヴール県とポーク海峡、南はラーマナータプラム県、南西はシヴァガンガイ県に接する。
アンナヴァーサル付近のナールッタム山（நார்த்தமலை）、ポンナマラーヴァティ付近のピラーン山（பிரான்மலை）を除いて大きな山はなく、全体的に平坦な地形となっている。

## 歴史
1974年1月14日に、ティルチラーパッリ県の一部とタンジャーヴール県の一部がそれぞれ分離し、合併して誕生。

## 行政区分

### 郡
プドゥコーッタイ県は、以下の9つの郡（タミル語 வட்டம் 「円」 ; 英訳 taluk）に区分けされている。
- ガンダルヴァコーッタイ郡（கந்தர்வகோட்டை ; Gandarvakottai）
- クラットゥール郡（குலத்தூர் ; Kulathur）？
- イルップール郡（இலுப்பூர் ; Illuppur）
- アランターンギ郡（அறந்தாங்கி ; Aranthangi）
- アーランクディ郡（ஆலங்குடி ; Alangudi）
- プドゥッコーッタイ郡（புதுக்கோட்டை ; Pudukkottai）
- ティルマヤム郡（திருமயம் ; Thirumayam）
- マナメールクディ郡（மணமேல்குடி ; Manamelkudi）
- アーヴダイヤールコーイル郡（ஆவுடையார்கோயில் ; Avadaiyarkoil）

### 区
プドゥッコーッタイ県は、以下の13の区（英訳 block）に区分けされている。
- ガンダルヴァコーッタイ区（கந்தர்வகோட்டை ; Gandarvakottai）
- クンナーンダールコーイル区（குன்னாண்டார்கோயில் ; Kunnandarkoil）
- ヴィラーリマライ区（விராலிமலை ; Viralimalai）
- カランバックディ区（கரம்பக்குடி ; Karambakudi）
- ティルヴァランクラム区（திருவரங்குலம் ; Thiruvarankulam）？
- プドゥッコーッタイ区（புதுக்கோட்டை ; Pudukkottai）
- アンナヴァーサル区（அன்னவாசல் ; Annavasal）
- アランターンギ区（அறந்தாங்கி ; Aranthangi）
- アリマラム区（அரிமலம் ; Arimalam）
- ティルマヤム区（திருமயம் ; Thirumayam）
- ポンナマラーヴァティ区（பொன்னமராவதி ; Ponnamaravathi）
- マナメールクディ区（மணமேல்குடி ; Manamelkudi）
- アーヴダイヤールコーイル区（ஆவுடையார்கோயில் ; Avadaiyarkoil）

## 文化
クドゥミヤーン山（குடுமியான்மலை）、ヴィラーリ山（விராலிமலை）といった聖山や、チッタンナヴァーサル（சித்தன்னவாசல்）、コドゥンパールール（கொடும்பாளூர்）、アーヴダイヤールコーイル（ஆவுடையார்கோயில்）、ティルッコーカルナム（திருக்கோகர்ணம்）、アーヴール（ஆவூர்）、ティルマヤム（திருமயம்）などの町に、有名なヒンドゥー教寺院を有する。